# Richard Fanshawe
Sir Richard Fanshawe, angleški diplomat, prevajalec in pesnik, * 1608, Herts, † 1666.
Bil je veleposlanik na Portugalskem in v Španiji. Med angleško državljansko vojno se je boril na strani kralja Karla II.